# TuS Helene Essen
Der TuS Helene 1928 Essen ist ein Sportverein aus dem Essener Stadtteil Altenessen.

## Geschichte
Der TuS Helene wurde im Jahr 1928 gegründet. Der Verein war eng mit den Kruppschen Zechen Amalie und Helene verbunden. In den 1940er Jahren stieg der Klub in die Gauliga Niederrhein, die damals höchste deutsche Spielklasse, auf und qualifizierte sich 1941 prompt für die Endrunde zur deutschen Meisterschaft. Nach dem Zweiten Weltkrieg wurde der Verein aufgelöst und 1945 unter dem Namen VfR 1928 Essen neu gegründet. 1950 erfolgte die Rückbenennung in TuS Helene 1928 Essen. Mit dem Zechensterben im Ruhrgebiet verblasste auch der Stern des TuS Helene. 
In den 1980er Jahren feierte der Verein eine kurze Renaissance mit drei Aufstiegen in Folge von der Kreisliga bis in die Verbandsliga Niederrhein, in der man drei Spielzeiten von 1983 bis 1986 verbrachte. Danach folgte der ebenso lückenlose Abstieg zurück bis in die Kreisliga. Nach mehreren Aufstiegen Anfang der 2000er Jahre schaffte es der Verein zur Saison 2008/2009 erneut in die Landesliga Niederrhein, doch nach dem Abstieg 2010 in die Bezirksliga ging es 2012 wieder zurück in die Kreisliga. Fünf Jahre später stieg der TuS Helene in die Kreisliga B ab.

## Persönlichkeiten
- Josef Arens
- August Bertz
- Franz Islacker
- Paul Jahnel
- Friedrich Nowak
- Otto Rehhagel

## Stadion
Der TuS Helene Essen trägt seine Heimspiele in der Bezirkssportanlage Bäuminghausstraße aus. Das Stadion hat heute eine offizielle Kapazität von rund 11.000 Zuschauern. In früheren Jahren bot es bis zu 30.000 Besuchern Platz. Die alte Tribüne ist ganz aus Beton und verzichtet auf Sitzschalen oder dergleichen. Links und rechts davon befinden sich grünbewachsene Stehplätze an der ehemaligen Laufbahn.